# Ulrik Anton Motzfeldt
Ulrik Anton Motzfeldt (* 27. Januar 1807 in Saint Thomas; † 10. Juni 1865 in Christiania) war ein norwegischer Jurist und Politiker.

## Leben
Seine Eltern waren der Staatsrat Peter Motzfeldt (1777–1854) und dessen Frau Ernesta Birgitte Margrethe Stenersen (1789–1848).
Er war ein hochangesehener Jurist und gehörte einer politisch einflussreichen Familie an, deren Politik als „hart und stur“ (stri og sta politisk familie) charakterisiert zu werden pflegt.
Er besuchte die Kathedralschule in Christiania, die 1823 verließ. In seiner Studienzeit gehörte er zum Kreis um Welhaven und Schweigaard, der sich „Intelligensen“ nannte und sich vom allgemeinen Studentenverband getrennt hatte. Er war Mitredakteur von deren Zeitung Vidar und später der Zeitung Den Constitutionelle.
1826 legte er das juristische Staatsexamen ab. Er schlug eine Anstellung als Universitätslehrer auf Zeit aus und wurde Gerichtsreferendar, bis er 1829 nach einer Probevorlesung Lektor an der Universität wurde. Bei der Besetzung eines ordentlichen Lehrstuhls an der Universität wurde er übergangen, weil der König Karl Johann meinte, er sei noch zu jung, was dazu beitrug, dass sein Vater vom Amt eines Staatsrats zurücktrat. Außerdem hatte Motzfeld in der Zeitung Artikel veröffentlicht, die nicht im Sinne des Königs waren.
Er heiratete in erster Ehe am 3. Juli 1830 Fredrikke Julie Nielsen (28. April 1809 – 4. Februar 1837), Tochter des Agenten Jacob Nielsen (1768–1822) und der Johanne Sophie Christiane Berg (1777–1866).
1834 habilitierte er sich und wurde 1839 Professor. Im gleichen Jahr wurde er außerordentlicher Assessor am Obersten Gerichtshof und 1842 ordentlicher Assessor. Er und Frederik Stang haben die eigenständige norwegische Rechtswissenschaft grundgelegt.
In zweiter Ehe heiratete er am 6. Mai 1841 Anna Pauline Georgine Birch (28. Juni 1822 – 2. November 1891), Tochter des Generalmajors Paul Hansen Birch (wahrscheinlich Birch-Reichenwald) (1788–1863) und der Anna Cathrine Hoffmann Stenersen (1791–1840).
1842 und von 1853 bis 1860 war er Bürgermeister von Christiania. Nach einer Unterbrechung von 1847 bis 1852 als Bezirksrichter (sorenskriver) in Rakkestad wurde er wieder Assessor am Obersten Gericht bis zu seinem Tod.
Er war Mitglied in einer Reihe von königlichen Kommissionen und beauftragt, wichtige Gesetzesvorhaben vorzubereiten: Religionsfreiheit (Dissenterloven; 1843), Kreditwesengesetz (1844 und 1846), Häuslergesetz (Husmandsloven; 1850), Kommission zur Prüfung der Vereinbarkeit des Jurygesetzes mit der Verfassung (1859), die große Kirchenkommission (1859). Obgleich er gegen das angelsächsische Modell der Jury im Strafprozess war, welches von Ole Gabriel Ueland besonders gefordert wurde, ließ er sich 1854 doch zum Vorsitzenden des parlamentarischen Ausschusses für ein entsprechendes Gesetz wählen. Die Einrichtung des Ausschusses hatte nicht die Zustimmung der Regierung. Im Lagting sprach er gegen den erarbeiteten Vorschlag. 1860 saß er königlichen Jury-Gesetz-Kommission vor. Die Jury wurde dann 1887 eingeführt. Er war 1848 Stortingsvertreter für Christiania und Lillehammer, 1851 Vertreter für Christiania und Smaalenene (heutiges Østfold). Er war dafür auch 1862 bis 1863 ausersehen, aber das überforderte ihn gesundheitlich, und er lehnte ab. Er war 1857 und 1858 Präsident des Stortings und 1859 bis 1860 Präsident des Lagtings.
Er war ein überzeugter konservativer Politiker mit einem distanzierten Verhältnis zu Schweden und der Union. Er hing dem Modell des Skandinavismus von „Intelligensen“ an: Gemeinsam nach außen, aber freie nationale Entwicklung im Innern. So brachte er 1851 in das Storting den Antrag auf Aufhebung des schwedischen Statthalteramtes in der Verfassung Norwegens ein. Der Antrag fand 1854 die notwendige Mehrheit im Storting, erhielt aber nicht die notwendige Zustimmung der Regierung. Das führte letztendlich dazu, dass sein Bruder Ketil Motzfeld und sein Vetter und Schwager Christian Birch-Reichenwald ihren Rücktritt erklärten und Frederik Stang die Regierungsgeschäfte übernahm. Obgleich er gegen das angelsächsische Modell der Jury im Strafprozess war, ließ er sich doch zum Vorsitzenden des parlamentarischen Ausschusses für ein entsprechendes Gesetz wählen. Die Einrichtung des Ausschusses hatte nicht die Zustimmung der Regierung. Im Lagting sprach er gegen den erarbeiteten Vorschlag.
Ulrik Motzfeldt war ab 1843 Mitglied von „Det Kongelige Norske Videnskabers Selskab“ und der „Videnskabs-Selskabet“ (Wissenschaftsgesellschaft) in Christiania seit der Gründung 1857. Er wurde 1849 zum Ritter des St. Olavs Ordens und 1857 zu dessen Kommandeur ernannt.

## Werke
- Den norske Kirkeret (1844). (Das norwegische Kirchenrecht)
- Lovgivningen om Odelsretten og Aasædesretten (1846). (Die Gesetzgebung im Odels- und Höferecht)